# Cối xay gió

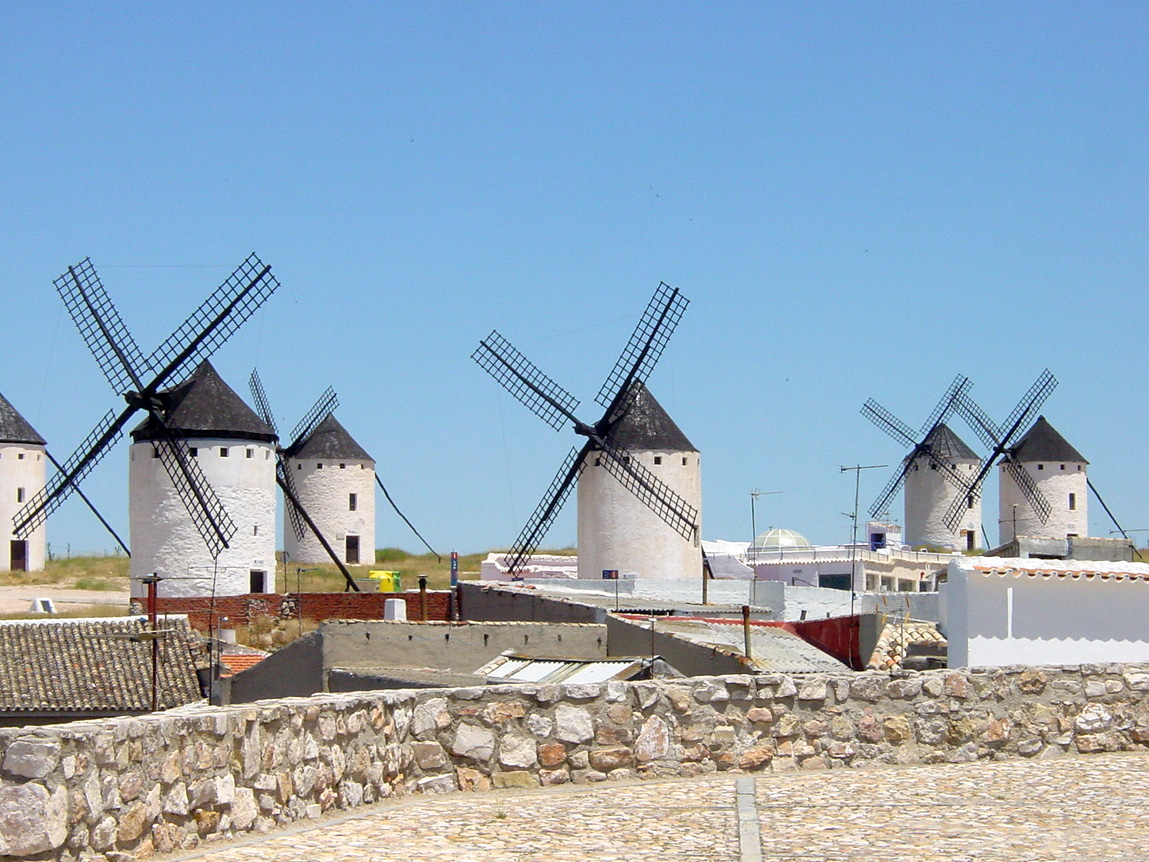
Cối xay gió ở La Mancha, Tây Ban Nha

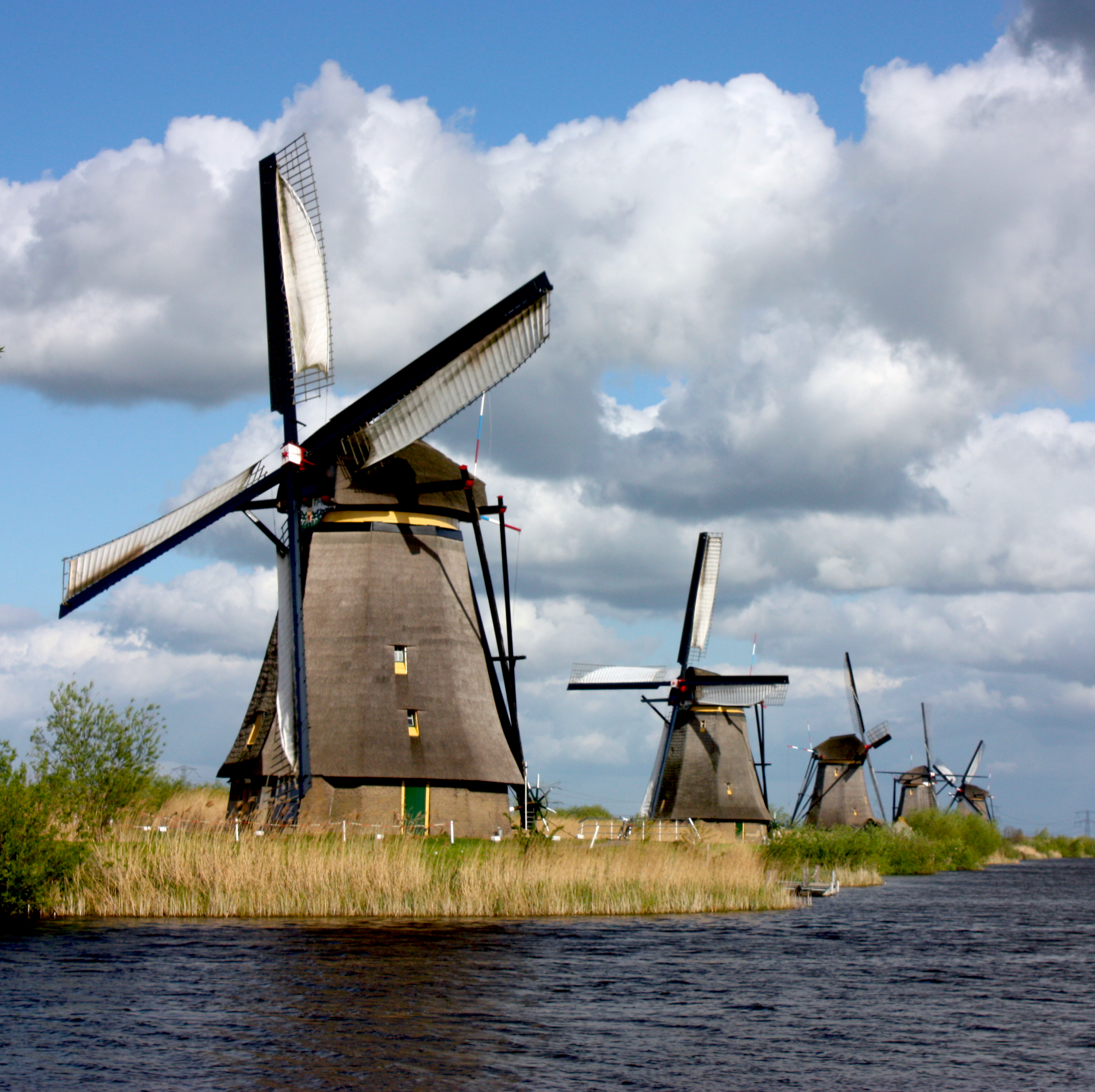
Cối xay gió tại Kinderdijk, Di sản UNESCO

Cối xay gió là một loại máy chạy bằng sức gió. Máy này được thiết kế để biến năng lượng gió thành các dạng năng lượng khác hữu dụng hơn. Ở châu Âu, ban đầu người ta dùng cối xay gió để xay bột, về sau, cối xay gió được dùng để bơm nước, và gần đây dùng để phát điện (tuốc bin gió).
Cối xay gió được người Hồi giáo phát minh năm 634, dùng để xay bắp và thoát nước. Vào mùa khô, chỉ có một nguồn sức đẩy duy nhất là gió, thổi ổn định theo một hướng trong nhiều tháng. Cối xay gió có 6 – 12 cánh quạt được phủ vải hay cánh cọ. Nó có trước cối xay đầu tiên ở châu Âu 500 năm.

## Lịch sử

Những ghi chép thời Trung cổ về Cối xay gió

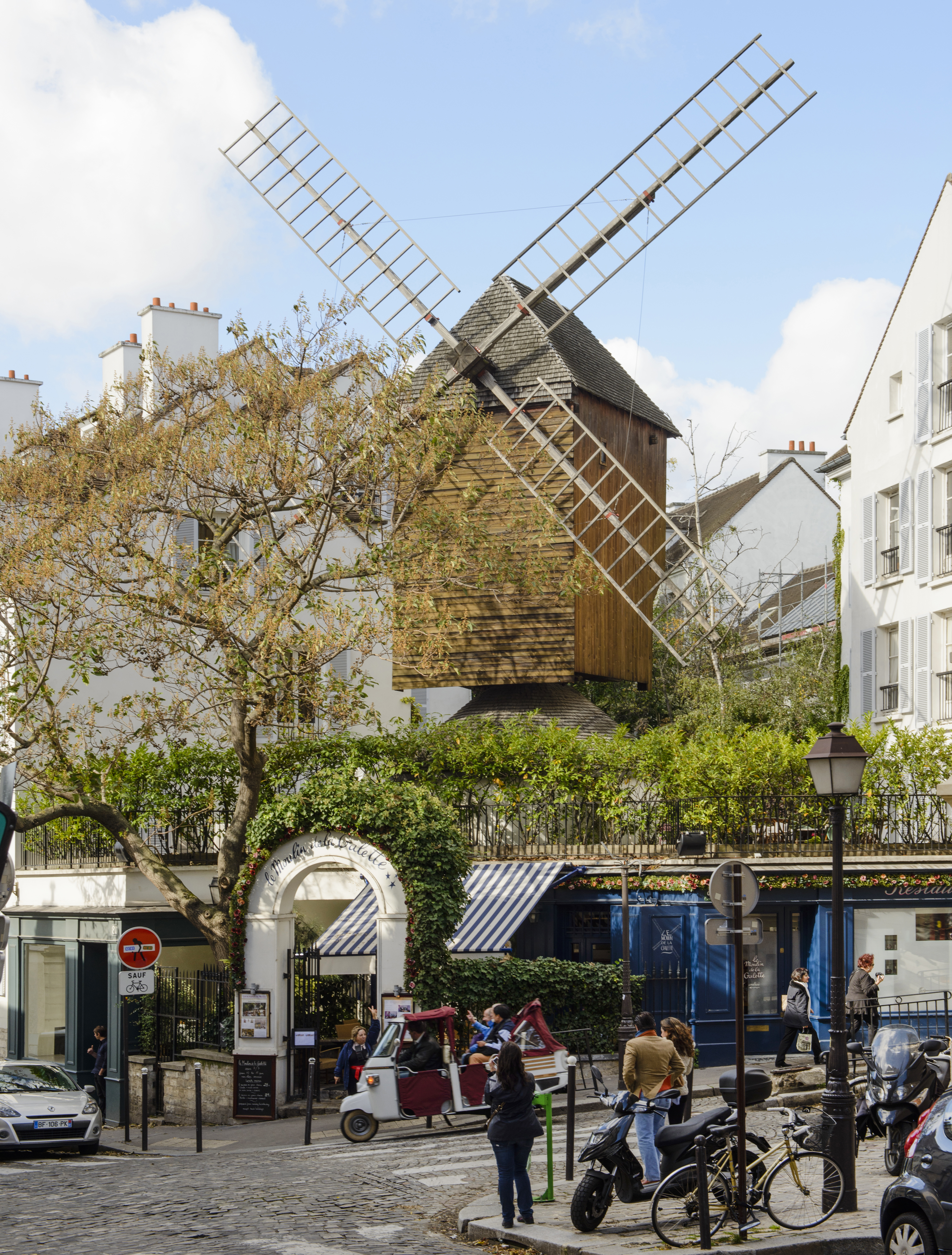
Cối xay gió Moulin de la Galette nổi tiếng ở Paris

### Cối xay gió có trục thẳng đứng
Máy hơi nước của Heron xứ Alexandria được xem như động cơ hơi nước đầu tiên trong lịch sử . Chiếc cối xay gió thực thụ đầu tiên là loại cối xay gió có trục thẳng đứng được phát minh ra ở phía Đông Ba Tư, bởi nhà địa lý người Ba Tư Estakhri vào thế kỉ thứ Chín. Tính xác thực của giai thoại sớm sủa về cối xay gió phát triển vào đời Caliph thứ hai Umar (trước công nguyên 634–644) được đặt dấu hỏi lớn khi chúng xuất hiện trong những tài liệu vào thế kỉ thứ Mười..
Được làm từ 6 đến 10 cánh quạt bằng cỏ hay chất liệu vải, những cối xay gió được sử dụng để nghiền hạt ngũ cốc hay dẫn nước, và chúng có một chút khác biệt so với phiên bản cối xay gió có trục nằm ngang ở Châu Âu sau này.
.

### Cối xay gió có trục nằm ngang cải tiến
Cối xay gió cải tiến thường quay về hướng đông để đón gió được sử dụng phổ biến tại quần đảo Cyclades của Hy Lạp. Sự tiết kiệm về năng lượng và chuyên chở đã cho phép việc sử dụng những cối xay ở ngoài biển để xay thóc được vận chuyển từ đất liền đến, lấy bột mì trở về, và chia sẻ 1/10 số bột mì để trả công cho chủ cối xay.

## Tuabin gió

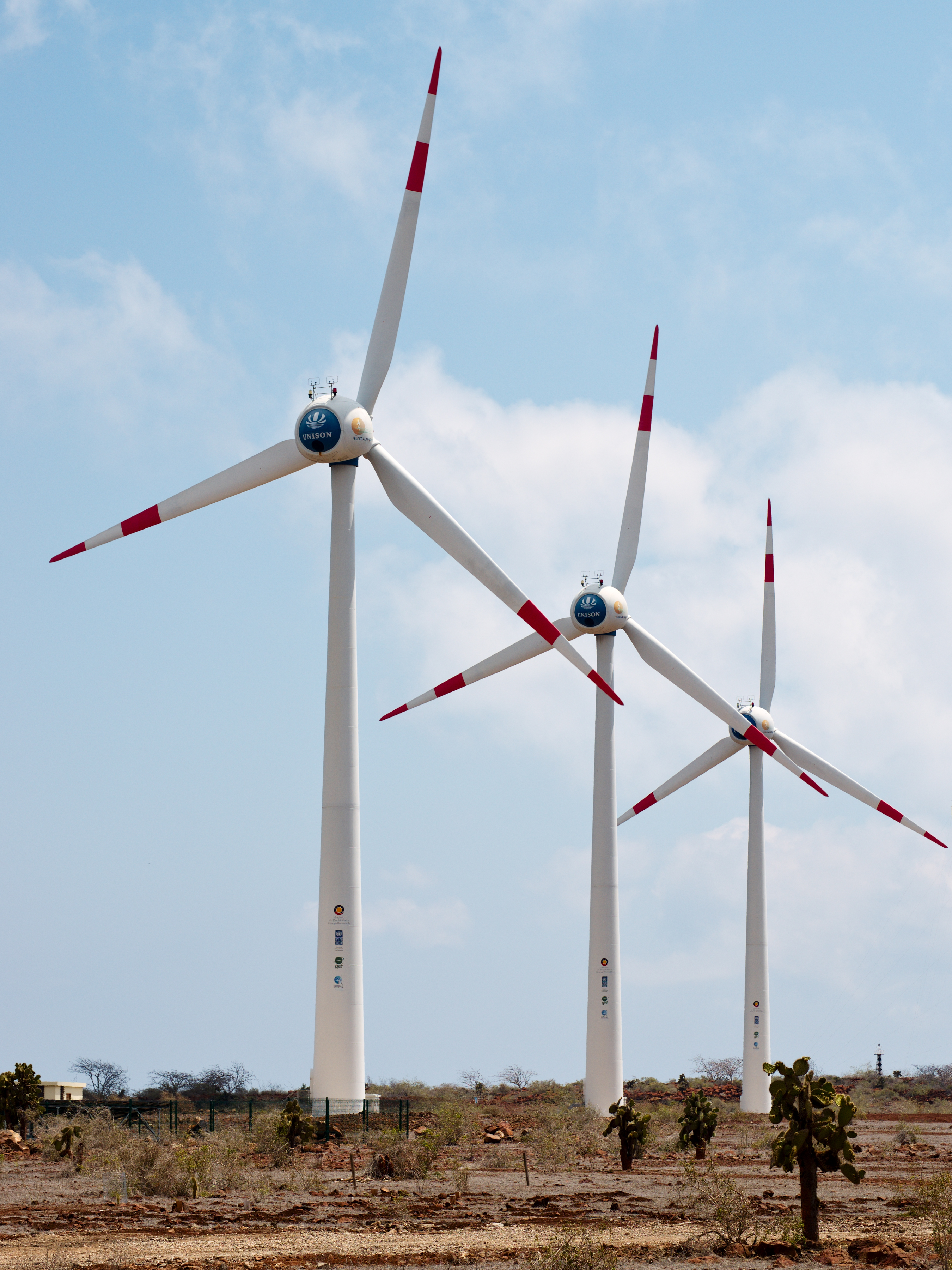
Tuabin gió để tạo ra năng lượng gió

## Hình ảnh

kiểu Hà Lan
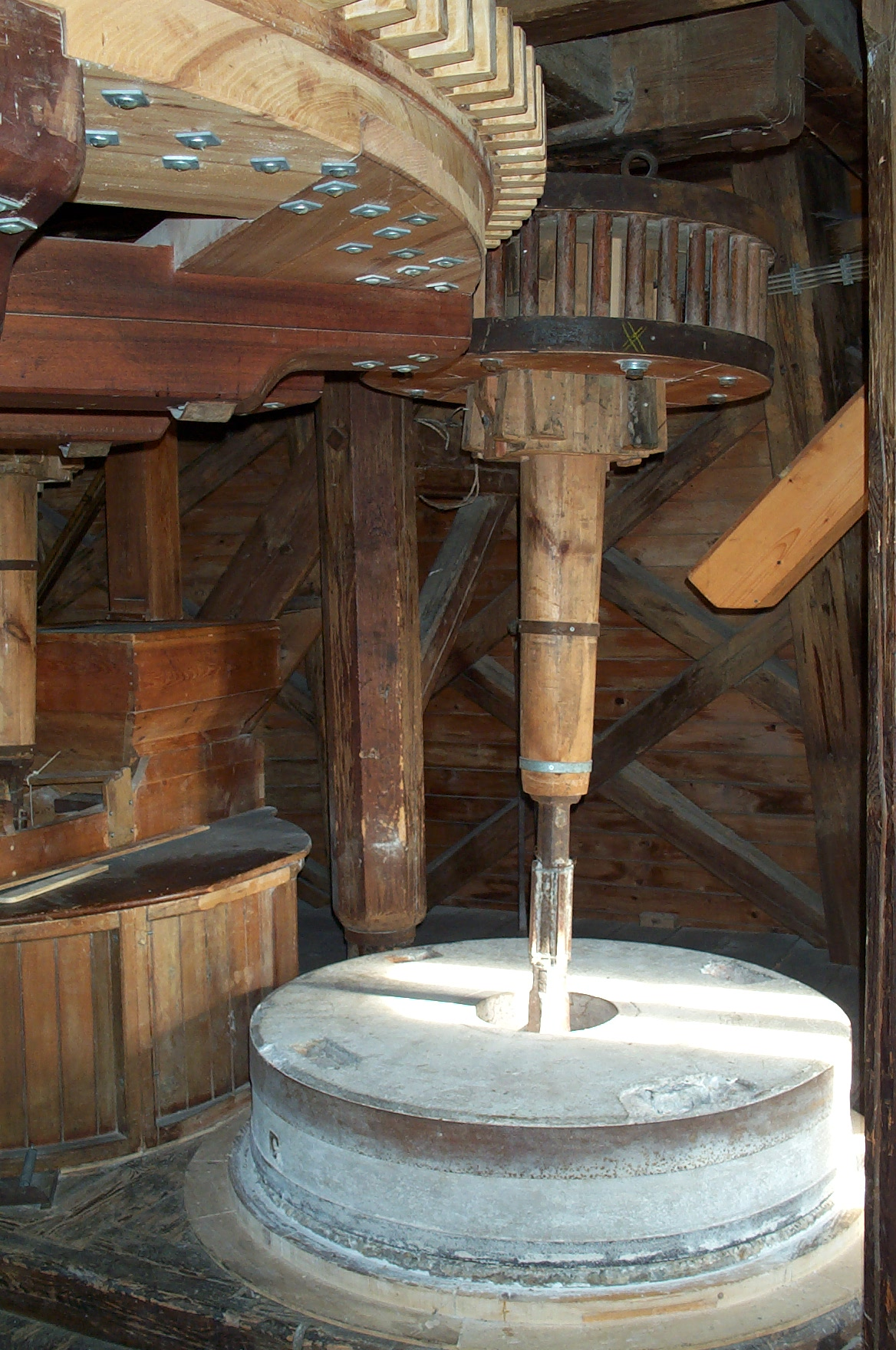
Giảm năng lượng từ bánh răng thúc sang bánh xe rổ với bánh răng mài được điều khiển ở trên
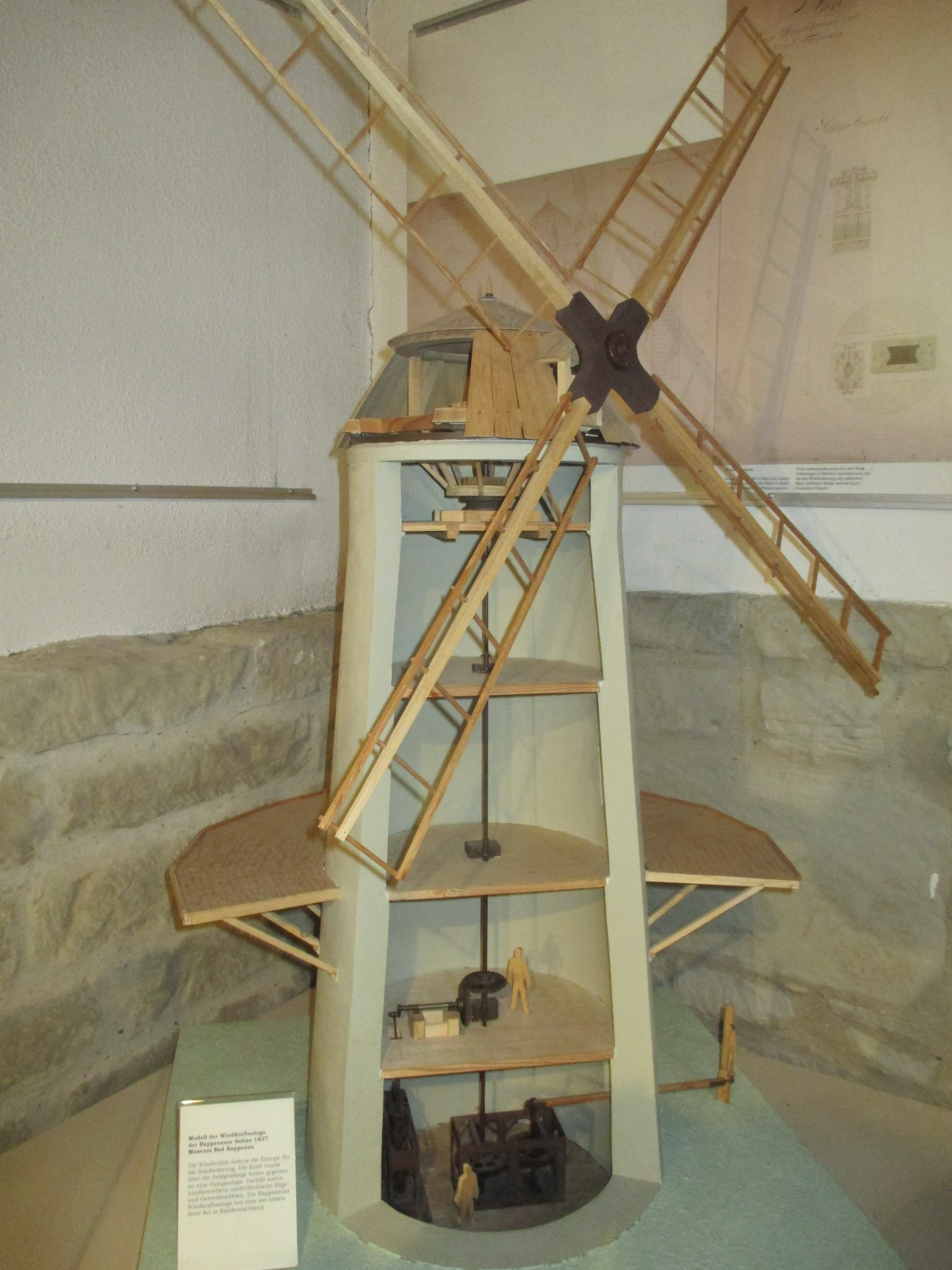
Mô hình máy bơm gió để bơm nước muối ở vùng muối Bad Rappenau(1837)